# Rouslan Askerov
Rouslan Askerov (en russe : Руслан Аскеров) est un joueur russe de volley-ball né le 14 janvier 1987. Il mesure 2,07 m et joue réceptionneur-attaquant.

## Clubs
| Club                     | De        | À         |
| ------------------------ | --------- | --------- |
| MGTU Moscou              | 2004-2005 | 2008-2009 |
| Dinamo Léningrad         | 2009-2010 | 2010-2011 |
| Goubernia Nijni Novgorod | 2011-2012 | 2011-2012 |
| Oural Oufa               | 2012-2013 | 2012-2013 |
| VK Kouzbass Kemerovo     | 2013-2014 | ...       |

## Palmarès
- Challenge Cup
  - Finaliste : 2013
- Championnat de Russie
  - Finaliste : 2013